# Srednje
Srednje es un pueblo de la municipalidad de Pale-Prača, en el cantón de Podrinje Bosnio, Bosnia y Herzegovina.

## Superficie
Posee una superficie de 2,93 kilómetros cuadrados.

## Demografía
Hasta 1991 la población era de 30 habitantes.